# Lista de membros correspondentes da Academia Brasileira de Ciências empossados em 2018
Esta lista contém os nomes dos membros correspondentes da Academia Brasileira de Ciências empossados em 2018. 
| Imagem | Nome                     | Datas de nascimento e falecimento | Local de nascimento | Área de especialização | Alma mater                                 | Data de posse      | Conhecido por                                                                                           | Referências |
| ------ | ------------------------ | --------------------------------- | ------------------- | ---------------------- | ------------------------------------------ | ------------------ | --- | ----------- |
|        | Christian Amatore        | 19 de dezembro de 1951            | Argélia             | Ciências Químicas      | ENS, França                                | 09 de maio de 2018 | | [ 2 ]       |
|        | Christopher Michael Wood | 21 de fevereiro de 1947           |                     | Ciências Biológicas    | Universidade da Colúmbia Britânica, Canadá | 09 de maio de 2018 | Em 2010, recebeu o Prêmio Lifetime Mentorship, da Revista Nature. É membro da Sociedade Real do Canadá. | [ 3 ]       |
|        | Jeremy Nichol McNeil     | 20 de novembro de 1944            |                     | Ciências Agrárias      | Universidade de Western Ontario, Canadá    | 09 de maio de 2018 | É membro da Sociedade Real do Canadá. Em 2019, foi eleito presidente da mesma.                          | [ 4 ] [ 5 ] |